# Schleibach (Alsdorf)
Der Weiler Schleibach ist ein südlicher Stadtteil von Alsdorf in der Städteregion Aachen. Im Norden grenzt Schleibach unmittelbar an den Stadtteil Ofden und im Süden an den Würselener Stadtteil Euchen.

## Geschichte
1146 wird Schleibach als Allod beim Sledebach urkundlich das erste Mal genannt. Im 15. Jahrhundert findet sich Schleibach in den Schreibweisen Sleybach oder Schleybach zur Bestimmung von Fluren in Urkunden wieder. In dieser Zeit werden private Grundeigentümer oder Pächter dieser Bereiche allerdings den Dörfern Ofden oder Euchen zugeordnet. Nach der Besetzung des linksrheinischen Gebietes im Jahr 1798 durch die Franzosen wurde Schleibach als Weiler an die neugegründeten Bürgermeisterei Broich angesiedelt. 1935 folgte dann die Angliederung an die Gemeinde Broichweiden. Im Jahr 1972 wurde Schleibach dann an die Bergbaustadt Alsdorf angeschlossen. Der Weiler besitzt auch heute noch einen landwirtschaftlich bestimmten Charakter.

## Verkehr
Westlich von Schleibach verläuft die B 57, östlich die L 164. Diese beide Richtung Würselen. Eine direkte Zufahrt ist nur zur B 57 möglich. Im Norden verbindet der Schleibacher Weg den Weiler mit Ofden und im Süden der Euchener Weg Euchen.
Die nächsten Anschlussstellen sind „Alsdorf“ und „Broichweiden“ auf der A 44. Der nächste Haltepunkt der Euregiobahn ist Kellersberg, der nächste Bahnhof an der Bahnstrecke Köln–Aachen ist Eschweiler Hbf.
Die nächstgelegene Bushaltestelle „Schleibacher Hof“ liegt rund 1 km vom Ortskern entfernt an der B 57 und wird von der AVV-Buslinie 51 und N9 der ASEAG bedient.
| Linie | Verlauf |
| ----- | --- |
| 51    | Waldfriedhof – Burtscheid – Aachen Hbf – Elisenbrunnen – Aachen Bushof – STAWAG – Carolus Thermen – Alter Tivoli – Scherberg – Würselen – Schleibacher Hof – Alsdorf-Annapark – Neuweiler – Oidtweiler – (Carl-Alexander-Park → Baesweiler Reyplatz / Setterich)                                 |
| N9    | Nachtexpress: nur in den Nächten vor Samstagen sowie Sonn- und Feiertagen Elisenbrunnen – Aachen Bushof – (Liebigstr. → Haaren → / ← Alter Tivoli ← Scherberg ← Würselen ← Alsdorf) Weiden – Vorweiden – Linden-Neusen – Broicher Siedlung – Alsdorf-Mariadorf – Siedlung Ost – Alsdorf Annapark |